# Háj Petra Bezruče
Háj Petra Bezruče je přírodní památka jižně Petrohradu v okrese Louny. Původně vyhlášená památka byla v červenci 2011 zrušena a rozhodnutím Rady Ústeckého kraje vyhlášena znovu. Důvodem ochrany jsou biotopy a druhy xylofágního hmyzu, zejména páchník hnědý (Osmoderma barnabita).

## Historie
Nejstarší písemná zmínka o oblasti pochází z roku 1358. V neupřesněném roce před tímto datem zde nechal Petr z Janovic, zvaný Pešek, založit hrad Petrohrad. Hrad stál na vyvýšenině (460 m n. m.) zvané dříve Zámecký vrch. Po založení zámku Jaroslavem Libštejnským z Kolovrat v letech 1559–1560 původní hrad zpustl. Od 17. století byla v jeho okolí budována tzv. divoká část zámeckého parku. Území bylo dotvářeno ale jen minimálními zásahy (schody, pěšiny, rybníček) a z valné části byl zachován původní ráz území. Roku 1650 nechal hrabě Heřman Černín vystavět kapli Všech svatých, jejíž jméno se přeneslo i na vrch, původně nazývaný Zámecký. Dnes je lokalita chráněná jako přírodní památka (vyhlášena k příležitosti 90. narozenin básníka Petra Bezruče), ale již v dřívějších letech byl park pod ochranou rodu Černínů a nikdy nebyl využíván k těžbě dřeva.

## Popis lokality
Zalesněný kopec jihozápadně od zámeckého parku v Petrohradě. Zahrnuje Ovčí vrch (kóta 451 m) a vrch Všech Svatých (kóta 460 m). Důvodem ochrany tohoto území je uchování významných stromů. Chráněné území navazuje na zámecký park a přechází v řídce zalesněný svah kopce Všech Svatých, na jehož vrcholu je menší rotunda a zřícenina hradu Petrohrad. Na svazích chráněného území jsou velké žulové balvany a skaliska. Řídký porost stromů má charakter upraveného parkového lesa se solitérami dubů, buků a lip. Některé stromy jsou staré 500 až 600 let. Dále tu najdeme například habry, staré jilmy a na skalách porosty borovic. Součástí chráněného území je registrovaný památkový objekt – zřícenina hradu Petrohrad. Ze zdejší věže je výhled na část Jesenicka, Malměřický les, Doupovské hory a při dobrém počasí i na Krušné hory. Hrad pochází z roku 1360 a je jednou ze zastávek naučné stezky Jesenicko (zastávka č. 6). V zámeckém parku v Petrohradě se vyskytuje 122 druhů dřevin, převládají krytosemenné (92 taxonů). Na okraji chráněného území roste na levé straně u silnice z Petrohradu do Stebna památný strom – dub, který má obvod kmene v prsní výši 900 cm.

### Geologie
Na vrchu Všech svatých v jeho okolí vystupuje na povrch středně až hrubozrnitý biotitický granit (tzv. tiská žula) čistecko-jesenického masivu (stáří asi 540 Ma). Výchozy mají podobu dvou skalnatých vrcholů, balvanů a menších skal. Svahy jsou pokryté hlinitokamenitou sutí.

## Charakter parku
Z ekologického hlediska lze park charakterizovat jako hájová společenstva suchých acidofilních doubrav a dubohabřin.
Na území je možné rozlišit tři formace, severní dubohabrový háj, jižní suchou acidofilní doubravu a zlomky subxerofilní a xerofilní travinobylinné vegetace na vrcholech. Živočišné zastoupení reflektuje častou přítomnost člověka: veverka obecná, kuna lesní, šplhavé a zpěvné ptactvo. Ceněná je populace páchníka hnědého (Osmoderma barnabita), brouka vázaného na stromové dutiny a tlející dřevo, který je u nás vlivem velkoplošného kácení stromů ohrožen.
V době budování parku byly pro doplňkovou výsadbu voleny původní dřeviny, takže jsou zde mezi nejstaršími stromy zastoupeny duby (Quercus), buky (Fagus), habry (Carpinus), lípy (Tilia) a babyky (Acer). V určité míře se zde vyskytuje i olše (Alnus) a nepůvodní akát (Robinia pseudoacacia). Na kraji chráněného území roste památný strom – dub letní zvaný Selský dub, který patří k původním stromům (900 let).

### Ekologická rizika
- keřový/náletový porost ohrožující subxerofilní a xerofilní vegetaci (mj. bez černý)
- invazní dřeviny (trnovník akát, křídlatka japonská)

### Zajímavosti parku
- staré stromy (několik set let starý porost ponechaný z většiny přirozenému vývoji)
- Selský dub – 900 let starý památný strom, pozůstatek původních dubin
- populace páchníka hnědého